# Абакалікі
Абакалікі (англ. Abakaliki) — місто в південно-східній частині Нігерії, адміністративний центр штату Ебоньї.

## Географія
Місто лежить у східній частині штату, на захід від річки Східний Абоїн (притока річки Крос). Абсолютна висота — 116 метрів над рівнем моря.
Абакалікі розташований на відстані приблизно 300 кілометрів на південний схід (SSE) від Абуджі, столиці країни.

### Клімат
Місто знаходиться у зоні, котра характеризується кліматом тропічних саван. Найтепліший місяць — березень із середньою температурою 28.8 °C (83.8 °F). Найхолодніший місяць — серпень, із середньою температурою 25.5 °С (77.9 °F).
| Клімат Абакалікі        | Клімат Абакалікі | Клімат Абакалікі | Клімат Абакалікі | Клімат Абакалікі | Клімат Абакалікі | Клімат Абакалікі | Клімат Абакалікі | Клімат Абакалікі | Клімат Абакалікі | Клімат Абакалікі | Клімат Абакалікі | Клімат Абакалікі | Клімат Абакалікі |
| Показник                | Січ.             | Лют.             | Бер.             | Квіт.            | Трав.            | Черв.            | Лип.             | Серп.            | Вер.             | Жовт.            | Лист.            | Груд.            | Рік              |
| Середня температура, °C | 26,4             | 28,3             | 28,8             | 28,3             | 27,3             | 26,3             | 25,6             | 25,5             | 25,9             | 26,4             | 26,6             | 26               | 26,8             |
| Норма опадів, мм        | 14.2             | 28.4             | 93.7             | 159.5            | 234.1            | 282.8            | 309.2            | 274.3            | 336.9            | 249.3            | 52.5             | 13.9             | 2048.8           |
| Днів з опадами          | 1,5              | 2,2              | 6                | 9,8              | 14,1             | 16,3             | 18,4             | 18,7             | 19,8             | 15,1             | 3,3              | 1,1              | 126,3            |
| Вологість повітря, %    | 64               | 64.8             | 69.2             | 75.3             | 79.7             | 82.3             | 83.9             | 83.8             | 82.8             | 82.1             | 78.6             | 70.2             | 76.4             |
| ----------------------- | ---------------- | ---------------- | ---------------- | ---------------- | ---------------- | ---------------- | ---------------- | ---------------- | ---------------- | ---------------- | ---------------- | ---------------- | ---------------- |
| Джерело: Weatherbase    |                  |                  |                  |                  |                  |                  |                  |                  |                  |                  |                  |                  |                  |

## Населення
Динаміка чисельності населення міста за роками:
| 1991   | 2012    |
| ------ | ------- |
| 83 651 | 267 386 |

В етнічному складі населення переважають представники народу ігбо.

## Економіка
Абакалікі є центром торгівлі сільськогосподарською продукцією. Також в околицях міста здійснюється видобуток свинцю, цинку та вапняку.